# Corydalis homopetala
Corydalis homopetala är en vallmoväxtart som beskrevs av Friedrich Ludwig Diels. Corydalis homopetala ingår i släktet nunneörter, och familjen vallmoväxter. Inga underarter finns listade i Catalogue of Life.